# Bonaparte (Album)
Bonaparte ist das vierte Studioalbum des Berliner Musikers Bonaparte (Tobias Jundt). Nach der „Berlin Trilogie“ wurde dieses Album in New York geschrieben und aufgenommen und deutete sowohl im Sound-Design wie auch im Songwriting auf eine Neuorientierung.

## Titelliste
1. 1-800 – 2:30
2. I Wanna Sue Someone – 3:05
3. Me So Selfie (feat. Tim Fite) – 3:20
4. Two Girls – 2:59
5. Into The Wild – 3:56
6. Riot In My Head – 3:57
7. Wash Your Thighs – 3:00
8. Out Of Control – 3:54
9. Yes Dear You’re Right I’m Sorry – 2:43
10. May The Best Sperm Win – 3:07
11. Like An Umlaut In English – 3:27
12. If We Lived Here – 3:13

## Beteiligte
Bonaparte
- Tobias Jundt – Gesang, Gitarren, Bass, Synthesizer, Mundharmonika, Keyboards, Programmierung, Schlagzeug-Programmierung

Gastmusiker
- Tim Fite – bei “Me So Selfie”: Gesang, Synthesizer, Programmierung

Studiomusiker
- Christopher “Pow Pow” Powell (von Man Man) – Schlagzeug (auf allen Songs, außer “Riot In My Head”), Timpani (“1-800”)
- Andre Vida – Bariton Saxophone (“Wash Your Thighs”, “Yes Dear You’re Right I’m Sorry”, “May The Best Sperm Win”)
- Uri Gincel – zusätzliches Klavier (“1-800”), Orgel (“Out Of Control”)
- Monia Rizkallah – Geige (“Out Of Control”)
- Eli Detweiler Jr. – Sprache ("Hidden Track")

Produktionsteam
- Tobias Jundt – Produzent, Tontechniker
- Andy Baldwin – Koproduzent, Tontechniker, Mischtechniker
- Tim Fite – Koproduzent auf „Me So Selfie“
- Joe La Porta von Sterling Sound – Mastering